# Marialva (Paraná)
Marialva, offiziell Município de Marialva, ist eine brasilianische Stadt im Bundesstaat Paraná. Im Jahr 2010 hatte die Stadt rund 32.000 Einwohner auf einer Fläche von 476 Quadratkilometern. Das IBGE schätzte die Bevölkerung zum 1. Januar 2020 auf 35.804 Einwohner, die Marialvenser genannt werden. Marialva liegt in etwa 600 Metern Höhe über Normalnull.
Es gehört zur Metropolregion Maringá.
Marialva ist bekannt für ihre Weintraubenproduktion und hat den Städtespitznamen „Hauptstadt der Weintraube“ (Capital da Uva Fina).

## Geschichte
Durch Gesetz Lei nº 790 wurde das Munizip am 14. November 1951 als eigenständige Gemeinde aus dem Verwaltungsdistrikt Mandaguari ausgegliedert.

## Toponym
Namenspatron ist der 4. Marquês de Marialva, Pedro José de Alcântara de Meneses Noronha Coutinho, 6. Conde von Cantanhede (1713–1799).

## Schutzpatronin
Als Schutzpatronin wurde Unsere Liebe Frau in Fátima (Nossa Senhora de Fátima) gewählt, die jährlich am 13. Mai gefeiert wird.

## Geografie

### Fläche und Lage

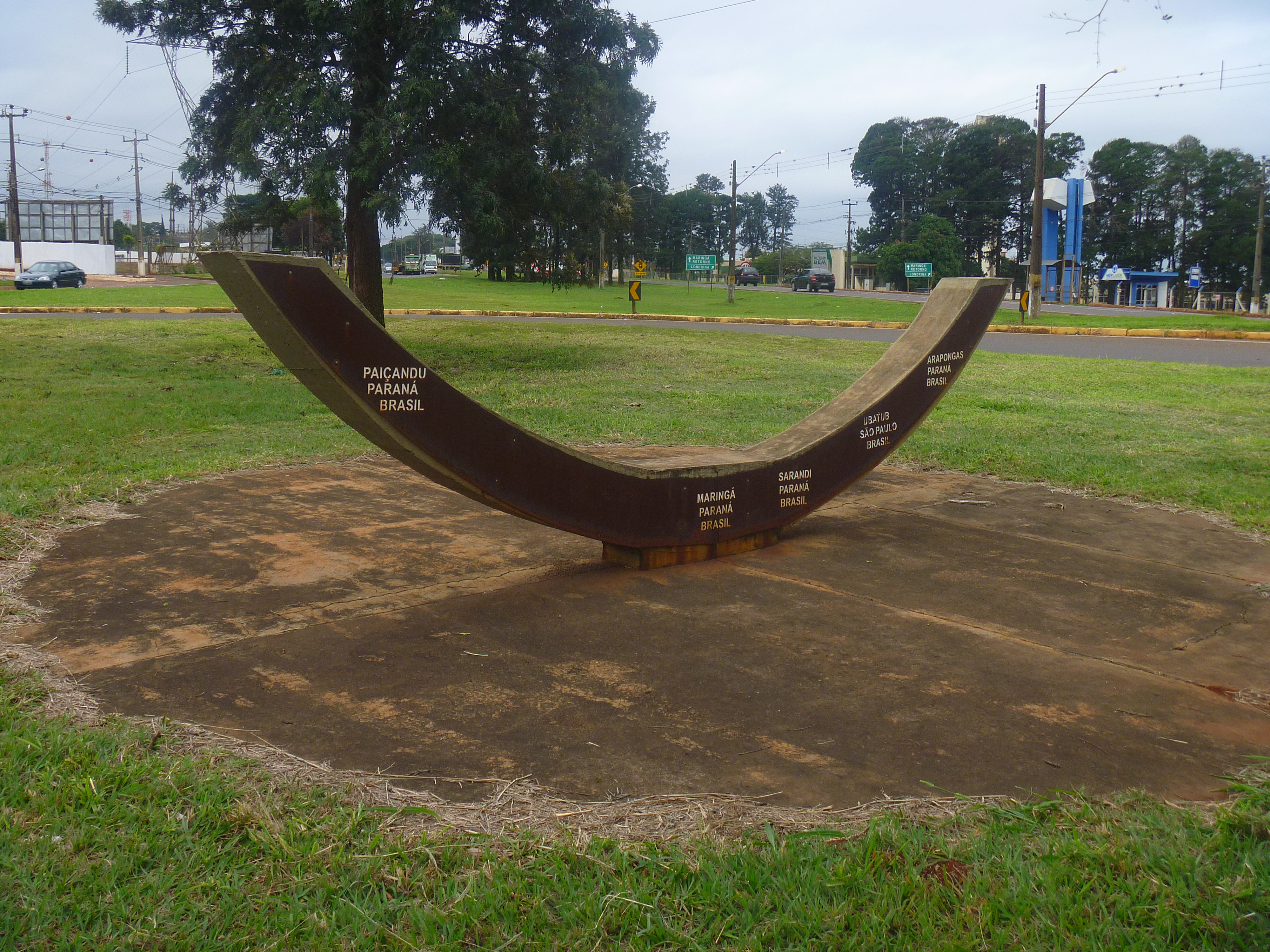
Markierung des Wendekreises des Steinbocks

Marialva hat eine Fläche von rund 476 km². Es befindet sich auf dem Breitengrad 23º29' Süd und dem Längengrad 51º48' West und liegt auf einer Höhe von 602 Metern. Durch das Munizip verläuft der südliche Wendekreis, der Wendekreis des Steinbocks.
Es liegt auf der Wasserscheide zwischen dem Ivai, der direkt zum Paraná fließt, und dem Pirapó, der in den Paranapanema mündet.

### Gewässer
Zum Paranapanema fließen
- Pirapó (bildet die nördliche Grenze zum Munizip Astorga)
- Ribeirão Alegre (bildet die östliche Grenze zum Munizip Mandaguarí)

Zum Ivaí fließen die Bäche
- Ribeirão Pinguim (bildet die westliche Grenze zum Munizip Maringá)
- Ribeirão Jaguaruna
- Ribeirão Aquidabã
- Ribeirão Marialva
- Rio Carana

- Rio Keller (bildet die südliche Grenze zum Munizip Itambé)

### Straßen
Marialva liegt an der Rodovia do Café (BR-376) zwischen Maringá und Apucarana.

### Nachbarmunizipien
| Sarandi, Maringá |                                             | Astorga    |
|                  | Kompassrose, die auf Nachbargemeinden zeigt | Mandaguari |
| Floresta, Itambé | Bom Sucesso                                 |            |

## Stadtverwaltung
Marialva gliedert sich in die vier Distrikte (distritos) Marialva, São Luiz, São Miguel do Cambuí und Santa Fé do Pirapó.  Bis 1981 bestand ein fünfter Bezirk, der Distrito de Sarandi, der zur selbständigen Gemeinde Sarandi wurde.
Stadtpräfekt für die Amtszeiten von 2016 bis 2020 und von 2021 bis 2024 ist Victor Celso Martini von den Progressistas (PP).
Stadtpräfekten waren seit Gründung:
- Antonio Garcia Neto (1952–1956)
- Armando Moura (1956–1960)
- Eurico Jardim Dornellas de Barros (1960–1964)
- José Olimpio Franco (1964–1965)
- Braz Clementino de Mendonça (1965–1969)
- Armando Moura (1969–1973)
- Romualdo Bôrtolo Borsari (1973–1977)
- José Gomes Colhado (1977–1983)
- Romulado Borsari (1983–1988)
- João Celso Martini (1989–1992)
- Onésimo Aparecido Bassan (1993–1996)
- João Celso Martini (1997–2000)
- Humberto Amaro Feltrin (2001–2004 und 2005–2008)
- Edgar Silvestre (2009–2012 und 2013–2016)
- Victor Celso Martini (2017–2020 und ab 2021 erneut amtierend)

## Söhne und Töchter der Gemeinde
- Robinho (* 1987), eigentlich Róbson Michael Signorini, Fußballspieler